# Jovan Bijelić
Jovan Bijelić (en serbe cyrillique : Јован Бијелић ; né le 30 juin 1884 à Kolunić, près de Bosanski Petrovac, et mort le 12 mars 1964 à Belgrade) est un peintre serbe. Il a été membre de l'Académie serbe des sciences et des arts.

## Œuvres
Quelques œuvres :
- La jeune Fille au livre (Draga Stojković), huile sur toile, 1929[2]
- La Baigneuse, huile sur toile, 1929[3]
- Bord de mer, huile sur toile, 1932[4]
- Peintre (Zlatko Knežević), huile sur toile, 1932[5]
- Le Violoniste, huile sur toile, 1932
- Petite fille dans une voiture d'enfant, 1933
- Le Châle jaune, huile sur toile, 1937[6]
- Paysage de Bosnie, huile sur toile, 1937[7]
- La Région sombre, 1944
- Karaburma, huile sur toile, 1945
- Ville en flamme, huile sur toile, 1946
- Paysage près de Zrenjanin, 1961